# Hamish Milne
Hamish Milne (Salisbury, 27 april 1939 - 12 februari 2020) was een Britse pianist. 

## Loopbaan
Hamish Milne werd in Salisbury geboren uit Schotse ouders. Hij studeerde eerst bij Harold Craxton aan de Royal Academy of Music in Londen en vervolgens bij Guido Agosti (die als kind nog bij Ferruccio Busoni studeerde) aan de Academia Chigiana in Siena. Hij nam deel aan masterclasses van Pablo Casals, Sergiu Celibidache en Andrés Segovia.
Hij gaf veel recitals, speelde als solist met vele symfonieorkesten en was ook actief in de kamermuziek, als lid van eerst het Parikian/Milne/Fleming Trio en later het Pro Arte Piano Quartet. Naast zijn internationale concertpraktijk doceerde hij jarenlang aan de Royal Academy of Music.
Milne maakte meer dan tweehonderd opnamen voor de BBC. Hij nam cd's op voor Chandos, Decca Records en Hyperion. Tot zijn repertoire behoorde veel 'vergeten' pianomuziek, bijvoorbeeld voor het langlopende project The Romantic Piano Concerto van Hyperion. Hij speelde een belangrijke rol in de herontdekking van Nikolaj Medtner door in de jaren 1977-2000 diens pianowerk vast te leggen op een reeks cd's voor het platenlabel CRD Records (later opnieuw uitgebracht op Brilliant Classics).
Hamish Milne stierf op 80-jarige leeftijd.

## Selectieve discografie
- Sergej Ljapoenov: Pianoconcert nr. 2, Pianoconcert nr. 1 en de Rapsodie op Oekraïense thema's met het BBC Scottish Symphony Orchestra, onder leiding van Martyn Brabbins, opgenomen in 2002 (Hyperion CDA67326).
- Pianoconcerten van Joseph Holbrook en Haydn Wood, (Hyperion CDA67127)
- Pianosolomuziek van Anatoly Alexandrov, (Hyperion CDA67328).